# Amphibolis
Genre
Classification APG II (2003)
Amphibolis  est une herbe marine, genre de plantes monocotylédones de la famille des Cymodoceaceae.

Le nom générique Amphibolis dérive du grec « amphibol » (ambigu),, pour qualifier une plante aux caractéristiques équivoques, ou de « amphibolos » (signifiant « à double pointe  »), à cause de la forme des feuilles terminées par deux pointes caractéristiques.

## Caractéristiques générales
Ce sont des plantes marines herbacées, vivaces, appartenant à la famille des Cymodoceaceae, dont les caractères distinctifs sont les suivants :
- Feuilles portant une gaine à leur base, une ligule à la jonction de la gaine et du limbe,
- Présence de nombreuses cellules à tanin sur les feuilles,
- Feuilles plates,
- Tige ne portant pas de feuilles à chaque nœud du rhizome,
- Gaine, à la base des feuilles, ne persistant pas comme une pelote de fibres,
- Bord des feuilles entier ; une tige érigée,  extrêmement ramifiée, tous les 4 à 8 inter-nœuds du rhizome.

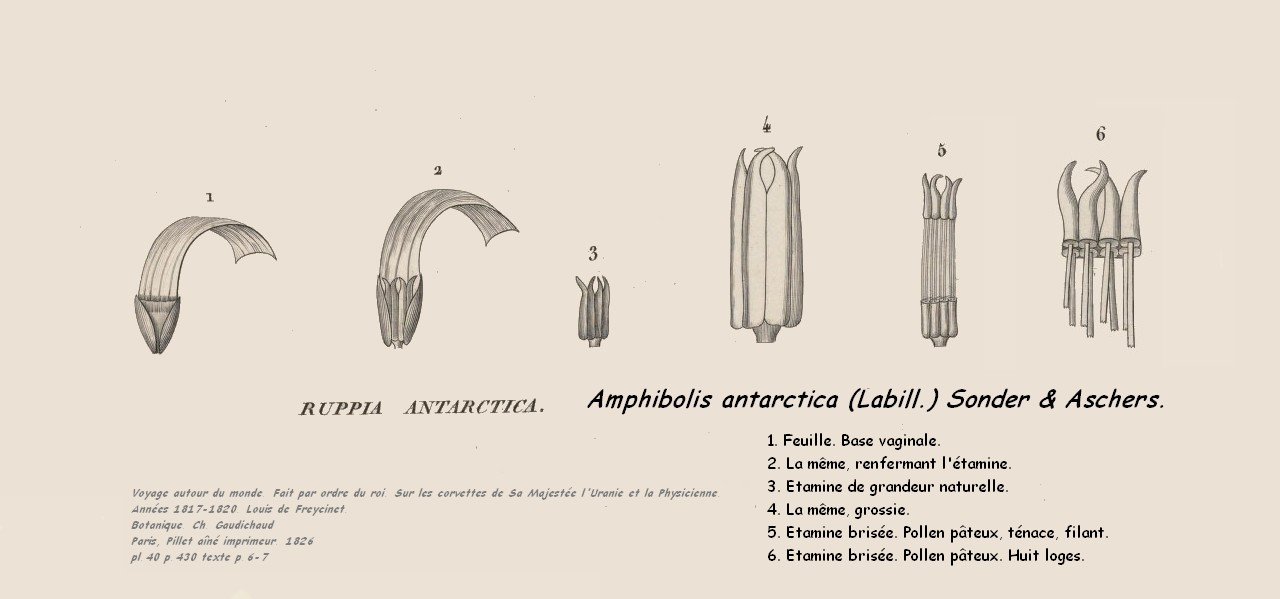
Amphibolis antarctica d'après Ch. Gaudichaud 1826

## Liste d'espèces
Selon Catalogue of Life (2 août 2010), World Checklist of Selected Plant Families (WCSP) (2 août 2010) et World Register of Marine Species (2 Aug 2010):
- Amphibolis antarctica (Labill.) Asch., 1867    [ou (Labill.) Sonder & Asch. ex Asch., 1868 ]
- Amphibolis griffithii (J.M.Black) Hartog, 1970

Selon NCBI (2 août 2010) :
- Amphibolis antarctica

## Synonymie
- Amphibolis antarctica
  - Amphibolis bicornis C.Agardh, 1822
  - Amphibolis zosterifolia C.Agardh, 1822
  - Caulinia antarctica (Labill.) R.Br., 1810
  - Cymodocea antarctica (Labill.) Endl., 1837
  - Cymodocea zosterifolia (C.Agardh) F.Muell., 1882
  - Graumuellera antarctica (Labill.) B.D.Jacks., 1893
  - Kernera antarctica (Labill.) Schult. & Schult.F., 1829
  - Pectinella antarctica (Labill.) J.M.Black., 1913
  - Phucagrostis antarctica (Labill.) Rupr., 1852
  - Posidonia antarctica (Labill.) Spreng., 1824
  - Ruppia antarctica Labill., 1806
  - Thalassia antarctica (Labill.) F.Muell. Ex Asch., 1867
- Amphibolis griffithii
  - Cymodocea griffithii (J.M.Black) J.M.Black, 1929
  - Pectinella griffithii J.M.Black, 1915

## Distribution
Amphibolis antarctica est largement répandue de  Shark Bay (Australie occidentale) jusqu'aux côtes situées à l'est de Melbourne. On la trouve aussi sur les côtes nord de Tasmanie.

Amphibolis griffithii est une espèce des côtes d'Australie occidentale et sud australiennes.